# Achaetothorax malayensis
Achaetothorax malayensis är en tvåvingeart som beskrevs av Papp och Allen L.Norrbom 1992. Achaetothorax malayensis ingår i släktet Achaetothorax och familjen hoppflugor. Inga underarter finns listade i Catalogue of Life.